# مرگ موش

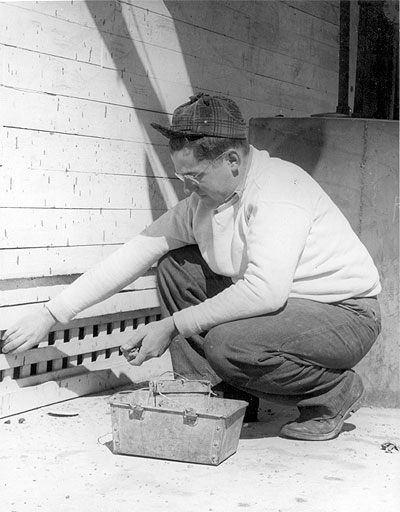
کارمند بهداشت عمومی در حال گذاشتن طعمه‌های آغشته به مرگ موش برای کشتن موش‌ها و کنترل تیفوس در گالفپورت، میسیسیپی، ۱۹۴۵

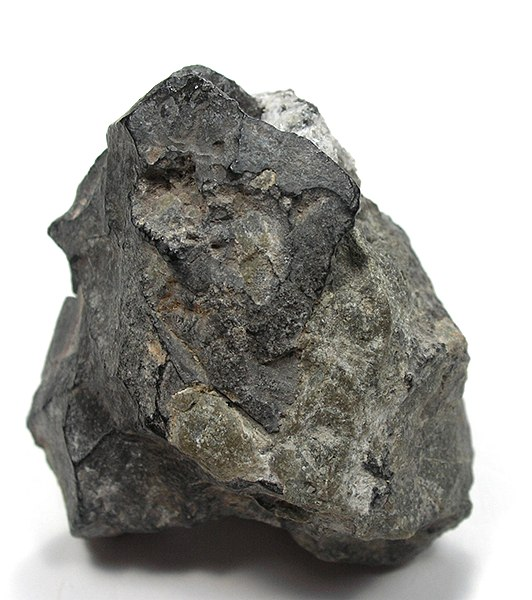
کلوخ آرسنیک (اکسید آرسنیک) که در قدیم آن را با نام مرگ موش یا سمّ الفار می‌شناختند.

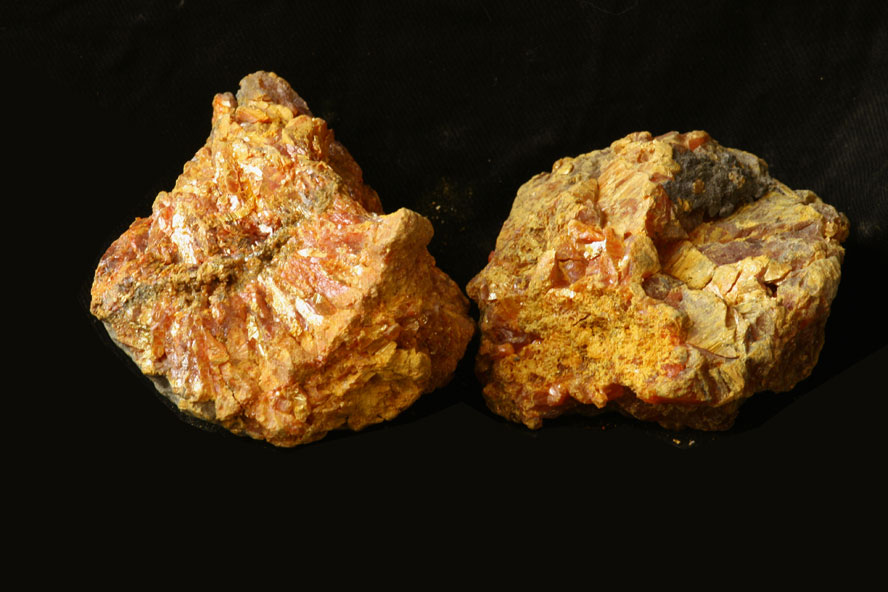
زرنیخ زرد و سرخ

جونده‌کش یا مرگ موش نام رایجی است برای مواد شیمیایی عمومی‌تری به نام «جَوَنده‌کُش‌ها» که برای کشتن جوندگان، به ویژه موش صحرایی که در محیط زندگی انسان وجود دارد به کار می‌برند.
استفاده از جونده‌کش‌ها خطراتی از جمله مسمومیت ثانویه برای شکارچیان طبیعی آنها و احتمال مصرف کودکان، جانوران اهلی و آسیب به محیط زیست را به همراه دارد. همچنین خوردن ۱۰ گرم زرنیخ سیاه رنگ موجب مرگ فرد می‌شود.

## انواع
کلوخ آرسنیک
مادهٔ کانی مرگ موش زرد و سفید است و از معدن نقره خراسان و از دود سنگ نقره به دست می‌آید. اکسید دارسن (شود ارسنیک) As۲O۳. در برهان قاطع لغت دیگ بر دیگ هم برای مرگ موش آمده است. آنچه زرد است، زبون و قوتش تا هفت سال می‌ماند. در درجه چهارم گرم و خشک است.

## کاربرد در کیمیاگری
در تحفه حکیم مؤمن محمد مؤمن حسینی دربارهٔ کاربرد مرگ موش در کیمیاگری آمده است: عملی است در صناعت، که زرنیخ و آهک و زنجار و زیبق را ساییده در دیگ مضاعف تصعید کنند.
در صنعت کیمیاء موارد مصرف فراوان دارد و اهل صنعت آن را در کل خواص جانشین زرنیخ می‌دانند، صناعی آن به درد کیمیاء نمی‌خورد و باید همان معدنی مورد استفاده باشد.